# Cybersicherheitsagentur Baden-Württemberg
Die Cybersicherheitsagentur Baden-Württemberg (CSBW) ist eine Landesbehörde für Cybersicherheit mit Sitz in Stuttgart-Bad Cannstatt. 
Ihr Fokus liegt auf der Landesverwaltung, den Kommunen sowie den Bürgerinnen und Bürgern, die im Bereich IT-Sicherheit sensibilisiert werden sollen.

## Hintergrund
Die Cybersicherheitsagentur wurde auf Grundlage des Cybersicherheitsgesetzes 2021 gegründet. Seit 2022 ist die CSBW zentrale Kontaktstelle nach § 8b des BSI-Gesetzes und gibt die vom BSI erhaltenen Informationen über meldepflichtige Vorfälle bei Unternehmen der Kritischen Infrastruktur an die betreffenden Stellen weiter. Die CSBW hat die Aufgabe, Baden-Württemberg im Cyberraum sicherer zu machen. Sie richtet sich insbesondere an die Landesverwaltung und an den öffentlichen Sektor. Sie stellt Beratungsangebote, wie die Umsetzung eines IT-Notfallplans, den BSI-Grundschutz und das ISMS zur Verfügung. Das Angebot richtet sich an die Kommunen des Landes und an Hochschulen. 
Die CSBW bietet zudem eine digitale Lernplattform, jährliche Berichte und Angebote zur Sensibilisierung und Weiterbildung an.

## Beratung und Unterstützung
Grundlage ist das Cybersicherheitsgesetz Baden-Württemberg (CSG), das der CSBW Untersuchungen und die Durchsetzung von Sicherheitsstandards erlaubt, um Kompetenzen zu bündeln. Die CSBW fungiert als zentrale Koordinierungs- und Meldestelle für Cybersicherheitsvorfälle. In Ausnahmefällen kann sie auch nichtöffentliche Stellen beraten und unterstützen. Darüber hinaus informiert sie die Bevölkerung über Themen der Cybersicherheit. Strafverfolgung gehört nicht zu ihren Aufgaben; hierfür ist die Polizei zuständig.

## Computer Emergency Response Team
Das Computer Emergency Response Team (CERT BWL) ist zuständig für die Landesverwaltung sowie alle weiteren öffentlichen Stellen im Land. Es hat die Schwerpunkte Prävention, Detektion und Reaktion. Es steht in stetigem Austausch mit Institutionen der Cybersicherheit auf Landes- und Bundesebene. 